# Fioretti
Fioretti, som i oversættelse betyder små blomster er et skrift opstået mellem 1370 og 1390, som en oversættelse og bearbejdelse af et latinsk skrift Actus beati Francisci et sociorum eius. Dette skrift må dateres til efter Bonaventuras tid som generalminister (1257-1274) for franciskanerordenen, idet der er et angreb på ham. Dette angreb stammer fra en krønike udgivet efter 1323. Det ældste kendte håndskrift af Fioretti stammer fra 1396.
Fioretti indeholder en række beretninger om Frans af Assisi og hans første brødre. I flere af disse beretninger siges de at være overleveret og videretalt gennem nogle generationer af franciskanere, med den første generation,heraf især broder Leone, Frans' skriftefar og sekretær, som første kilde.
Skriftet er ikke særligt systematisk opbygget, men kan dog klart ses at falde i to dele. Første del består af kapitlerne 1-40 og foregår i Frans' levetid, og de handler om Frans og en lille gruppe brødre, som viser en åben holdning overfor verden, og som omgås dem udenfor samfundet, spedalske, røvere, ja selv ulve. Anden del, resten af Fioretti, foregår i næste generation af franciskanere og har Mark Ancona som skueplads. Denne del beskæftiger sig i højere grad med spørgsmålet om egen frelse.
Fioretti er nok skrevet som en bog til opmuntring for at foreholde franciskanerbrødrene det gode eksempel fra de første brødre, og styrke dem i modløshed, men samtidig er det blevet en folkelig bog, en bog som kan sammenlignes med folkelige eventyr. Dens fortællende karakter blev umådeligt populær i brede kredse. Og den blev oversat til mange sprog.
Johannes Jørgensen oversatte Fioretti til dansk i 1902. Bogen er nyoversat 2005 af Johs. Jong.